# Dolnośląska Chorągiew Harcerek ZHR
Dolnośląska Chorągiew Harcerek ZHR – jednostka terytorialna Organizacji Harcerek ZHR. Zrzesza hufce harcerek działające na terenie województwa dolnośląskiego.